# Étienne Fay
Étienne Fay (Tours, 1770 – Versailles, 6 dicembre 1845) è stato un attore teatrale, tenore e compositore francese.

## Biografia
Étienne Fay è stato un compositore e un tenore di opera buffa molto apprezzato e noto che ha scritto diverse opere ottenendo un buon successo.
Nel 1790 recitò nel Teatro Louvois, poi lavorò al Teatro Favart nel 1792 prima di venire a Feydeau dove condivise un lavoro come primo tenore dal 1796 al 1801.
Viaggiò per qualche tempo e soggiornò a Bruxelles nel gennaio 1803. Tentò di prendere la direzione del teatro di Marsiglia dal 1810 al 1813 ma il progetto fallì.
Sposò la cantante Jeanne Rousselois, nota anche come "Baron" oppure "Mademoiselle Bachelier", soprano che cantò parti anche molto importanti all'Opéra national de Paris; ebbero due figlie, Elisa (1806-1859), Léontine (1810-1876) che divenne una nota attrice, esordendo sulle scene a Francoforte sul Meno a soli cinque anni, arrivando a Parigi a dieci anni e guadagnandosi buona fama nei vaudevilles di Eugène Scribe, tentando senza grande fortuna un repertorio più impegnativo alla Comédie-Française, dove non le vennero mai perdonati i successi ottenuti nei teatri del boulevard.

## Opere
- Flora, opera in tre atti;
- L'intérieur d'un ménage républicain, opera comica in un atto;
- Rendez-vous espagnol, opera comica in tre atti;
- Clémentine ou la Belle-mère, opera comica in un atto;
- Emma ou le Soupçon, opera comica in un atto;
- Julie ou le Pot de fleurs, opera comica in un atto.